# Hannah Richings
Hannah Lorraine Richings (Berkshire, Inglaterra; 30 de noviembre de 1990) es una cantante y actriz británica. Era la integrante más joven del grupo S Club 8, con el cual también protagonizó la serie de televisión "I Dream".

## Carrera

### Los años con S Club 8
Hannah Richings nunca tuvo a su cargo un solo distintivo durante su tiempo en el grupo, probablemente debido a su corta edad, aunque realizó partes solistas en dos canciones nunca presentadas en escena, que fueron grabados como B-Sides de los sencillos "Automatic High" y "Sundown" (las canciones "We Got You" y "Wherever Your Heart Beats", respectivamente). También tuvo un solo en la canción "Here We Go", que no fue realizada comercialmente, sino que apareció en un CD libre con una revista especial de verano de S Club Juniors.

### Después de S Club 8
Richings participó en "Miss Teen Queen UK" a principios de 2007.
Desde que el grupo se separó, se dice que Hannah se dedicó de lleno a la escuela para completar sus estudios y exámenes, y que pasó mucho tiempo con su familia y amigos, antes de regresar al mundo del espectáculo.
Hannah ha estado también trabajando en Gibraltar, España, durante el verano de 2008. Actualmente, vive con su hermana y su novio en Londres, Inglaterra.